# Schönbach (Saxònia)
Schönbach és un municipi alemany que pertany a l'estat de Saxònia. Es troba a 10 quilòmetres al nord-oest de Löbau. És comunicat amb ferrocarril de via estreta amb Oppach i Dürrhennersdorf.

## Evolució demogràfica
| Any  | Població |
| 1834 | 1365     |
| 1871 | 1632     |
| 1890 | 1656     |
| 1910 | 1899     |
| 1925 | 1803     |
| 1939 | 1684     |
| 1946 | 2050     |
| 1950 | 2166     |
| 1964 | 1958     |
| 1990 | 1570     |
| 2000 | 1418     |
| 2007 | 1322     |